# Sprechblase
Eine Sprechblase (allgemeiner: Textblase) ist in Comics Bestandteil des Panels und enthält gesprochenen (Sprechblase) oder gedachten (Denkblase) Text oder Embleme. Die Beschriftung nennt man Lettering.

Sprechblasen-Typen

Textblasen bestehen aus einem Textfeld und einem Hinweisstrich zur erzeugenden Figur. Sprechblasen haben zur Sprecherfigur einen durchgezogenen Hinweisstrich, Denkblasen unterbrochene Linien oder kleine Kreise; von Geräten erzeugte Blasen (zum Beispiel Radio, Fernsehen, Funkgerät, Roboter) haben oft gezackte Hinweisstriche.

## Geschichte

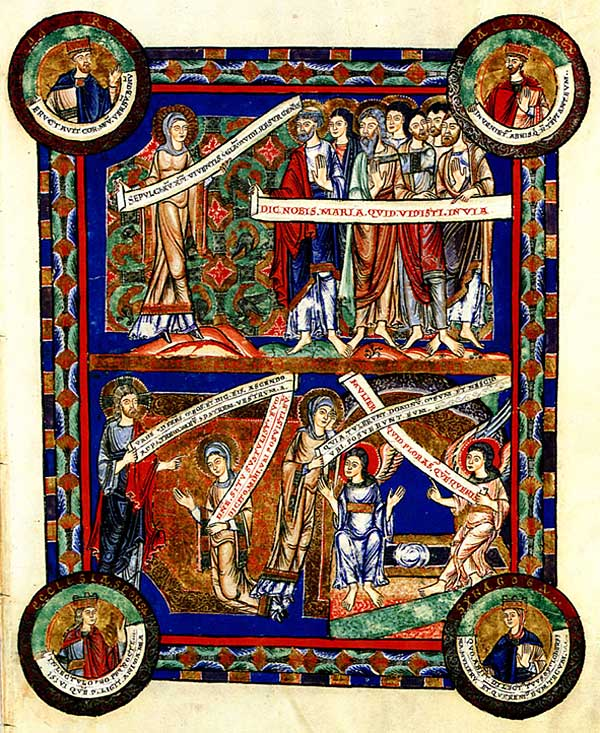
Sprechblasenvorgänger im Jahr 1175

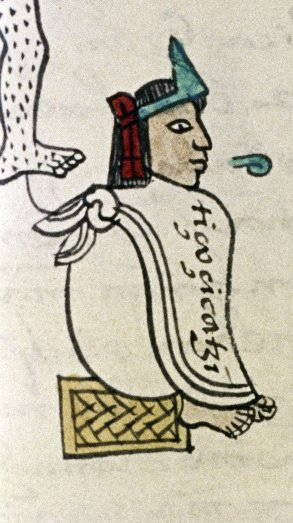
Sprechblase im aztekischen Codex Mendoza, 1542

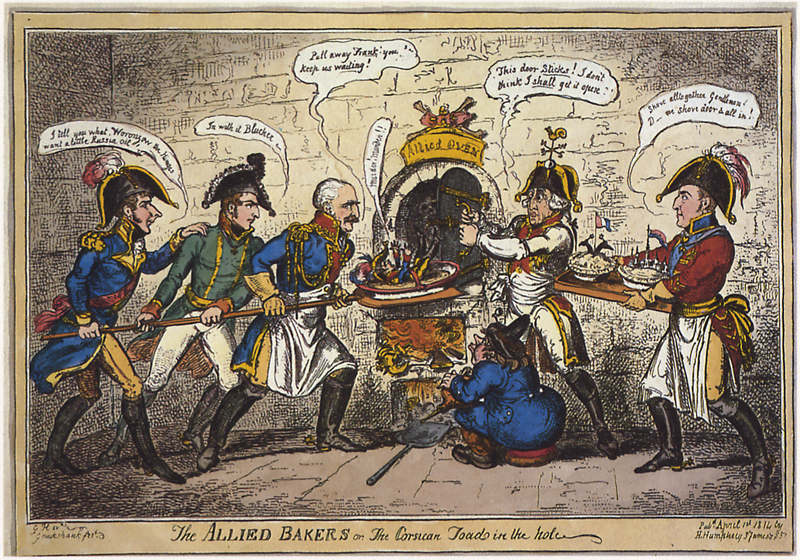
George Cruishank: The allied bakers (1814)

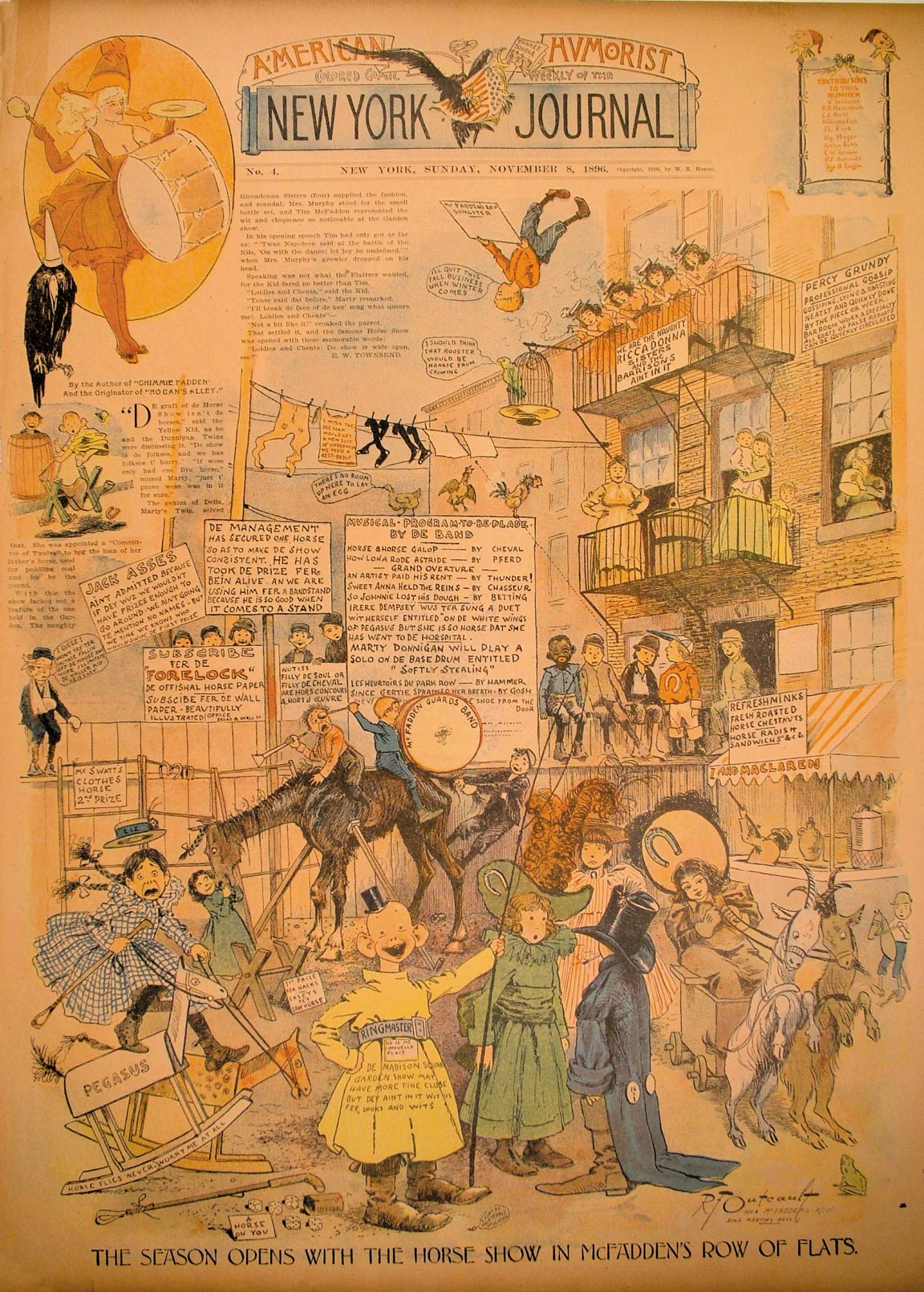
The Yellow Kid (1896)

Schon im Mittelalter wurde das Gesprochene durch flatternde Bänder (Spruchband) in Gemälden und Druckgrafiken angedeutet. Auch die Azteken symbolisierten den Sprechakt durch ein Luftwölkchen, etwa im  Codex Mendoza (um 1542). Im frühen 19. Jahrhundert entstanden zahlreiche satirische Grafiken, die auf aktuelle politische und gesellschaftliche Ereignisse Bezug nahmen. Zahllose dieser Karikaturen erschienen als Einzelblätter, andere als Illustrationen in den Zeitungen dieser Epoche. Die Grafiken belegen den raschen Übergang vom Spruchband zur voll ausgebildeten Sprechblase mit zahlreichen Zwischenformen. Einige Blätter wurden von so bedeutenden Künstlern wie James Gillray und George Cruikshank entworfen.
Bei den übrigen Vorläufern des modernen Comics – etwa den Bildtafeln der Bänkelsänger des 17. Jahrhunderts oder den populären Bildromanen Rodolphe Töpffers – wurde die Sprechblase noch nicht zur Textvermittlung verwendet.
1895 erschien der erste „moderne“ Comic „Yellow Kid“ bereits mit Sprechblasen, allerdings nur für die Worte der Nebenfiguren, während die Aussagen des Hauptdarstellers durchgehend auf dessen gelbem Nachthemd stehen. Seither verzichten nur wenige Comics auf dieses typische Stilmittel, das nicht wenig zur Ablehnung des Massenmediums Comic-Strip durch ganze Generationen von Pädagogen beigetragen hat.

## Gestaltung

### Form
Die Gestaltung der Textblasen richtet sich nach dem darzustellenden Inhalt und dem Genre. Innerhalb eines Comics wird meist ein einheitlicher Stil beibehalten. Manche Zeichner bevorzugen einen bestimmten Textblasen-Stil, an dem sie identifiziert werden können. Die Blasen werden entweder freihändig gezeichnet oder geometrisch konstruiert, als Ellipse oder Rechteck, Letzteres mit rechtwinkligen, abgerundeten oder konkaven Ecken. Die Hinweislinie kann als schmale, gerade oder geschwungene dreieckige Fahne gestaltet oder als Linie mit dem Lineal gezogen werden. Einige Zeichner (etwa Scott Adams in vielen seiner Dilbert-Strips) reduzieren die Textblase – die dann eigentlich keine Blase mehr ist – sogar vollkommen auf die Hinweislinie, über welcher der Text ohne Umrandung im Raum steht.

### Farbe
Textblasen sind in der Regel schwarz umrandet und enthalten schwarze Schrift auf weißem Grund. Sie können aber auch farbig hinterlegt sein, entweder weil durch die Farbe der Sprecher charakterisiert wird (rot vor Zorn, grün vor Ärger, gelb vor Neid) oder weil die weiße Fläche bei einem Übergewicht der Textblasen den Farb-Gesamteindruck eines Panels oder einer Comic-Seite stören würde (etwa beim Zeichner Hermann Huppen). In diesem Fall sind die Blasen in einem Farbton gehalten, welcher der Farbkomposition des Panels bzw. der ganzen Seite entspricht. Weiße Blasen können dann zur Hervorhebung besonders wichtiger Stellen genutzt werden.

### Schrift
Während in den USA, Frankreich und Belgien der Text in Druckbuchstaben von Hand eingefügt wurde (Hand-Lettering), wurde in Deutschland aus Preisgründen auch bei übersetzten Comics bis in die 1970er Jahre Maschinen-Lettering bevorzugt. Dadurch wurde der grafische Charakter eines Comics empfindlich gestört. Der Text füllte die Blasen nicht optimal aus und das Schriftbild war immer das Gleiche, auch wenn im Original bei Stimmungsänderungen des Sprechers andere Schriftzeichen und Formatierungen verwendet wurden.

## Anordnung
Textblasen werden entsprechend der Leserichtung von links nach rechts und von oben nach unten angeordnet (bei umgekehrter Leserichtung, wie z. B. in Manga, dementsprechend umgekehrt). Um ein Überkreuzen der Hinweislinien zu vermeiden, werden die sprechenden Figuren in der gleichen Reihenfolge im Panel positioniert. Die Hauptmasse der Textblasen befindet sich am oberen Rand des Panels.
Bei Wechselreden werden mehrere Blasen aneinandergehängt, durch Überlappung wird die Reihenfolge klargestellt. Sprechblasen können auch in das nächste Panel hinübergezogen werden oder sich auf das vorhergehende Panel beziehen (Text aus dem Off). Sie verklammern dadurch zwei Einstellungen in zwei verschiedenen Panels zu einer Szene.
Der Schriftsteller Max Goldt führte in seinem 2015 erschienenen, auf Comics von Katz & Goldt beruhenden Buch Räusper ein typografisches Zeichen für Denkblasen im Dramensatz ein. Text, der den Figuren durch den Kopf, aber nicht über die Lippen geht, wird satztechnisch mit einem vom Typografen Martin Z. Schröder entwickelten Zeichen dargestellt, das den Inhalt einer Denkblase ankündigt. Das Zeichen besteht aus drei größer werdenden Kreisen (mit Verkettungszeichen dargestellt: „∘⚬○“).

## Bedeutung
Vor allem die Hinweislinien, aber auch Form und Gestaltung der Textblasen können helfen, Sprecher zu identifizieren (verschiedene Formen bei verschiedenen Sprechern, siehe etwa Band 6 der Serie Valerian und Veronique, S. 18). Durch Einschnürungen in den Blasen können auch Sprechpausen und Absätze angedeutet werden. Die Form einer Sprechblase kann auch Art und Tonfall des Textes charakterisieren.

## Wortbedeutung in der Umgangssprache
Obwohl Sprechblasen normalerweise komplette Monologe oder Dialoge enthalten, hat sich aufgrund des Vorurteils, dass die Qualität der Texte in vielen Comics dürftig sei, im Sprachgebrauch „Sprechblase“ als Ausdruck für Gewäsch, sinnlose Aussagen, sprachliche Versatzstücke, Gemeinplätze und dergleichen eingebürgert: „Sprechblasen absondern“. Oft ist dies auf manche Politiker, Prominente, Talkshows oder andere Formate des Privatfernsehens bezogen.